# Hygrophorus chrysodon
Hygrophorus  chrysodon (August Batsch, 1789 ex Elias Magnus Fries, 1838) din încrengătura Basidiomycota, în familia Hygrophoraceae și de genul Hygrophorus este o specie comună de ciuperci comestibile care coabitează, fiind un simbiont micoriza (formează micorize pe rădăcinile arborilor). O denumire populară nu este cunoscută. Buretele se dezvoltă în România, Basarabia și Bucovina de Nord preferat pe sol moderat umed, argilos și calcaros în păduri de foioase sau în cele mixte sub fagi, rar și în cele de conifere pe lângă molizi, crescând mereu în grupuri mai mari din iulie până în noiembrie.

## Taxonomie

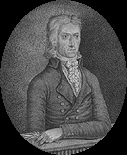
August Batsch

Numele binomial a fost determinat drept Agaricus chrysodon de botanistul german August Batsch  în volumul 2 al trilogiei sale Elenchus Fungorum latine et germanice din 1789.
Apoi, în 1838, renumitul savant suedez Elias Magnus Fries a transferat specia la genul Cortinarius sub păstrarea epitetului, de verificat în in cartea sa Epicrisis systematis mycologici, seu synopsis hymenomycetum, fiind și numele curent valabil (2023).
Sinonim obligatoriu este Limacium chrysodon, creat de micologul german Paul Kummer în 1871, bazând pe descrierea lui Batsch. Toate celelalte încercări de redenumire precum variațiile descrise sunt și ele acceptate drept sinonime.
Epitetul specific este derivat din cuvintele de limba greacă veche (greacă veche χρυσός=de aur) și (greacă veche oδούς=dinte), adică „dinte de aur”, fiind o referire la granulele sau firele aurii ale speciei, care se găsesc pe pălărie (mai ales în centru și lângă margine) și pe tijă.

## Descriere

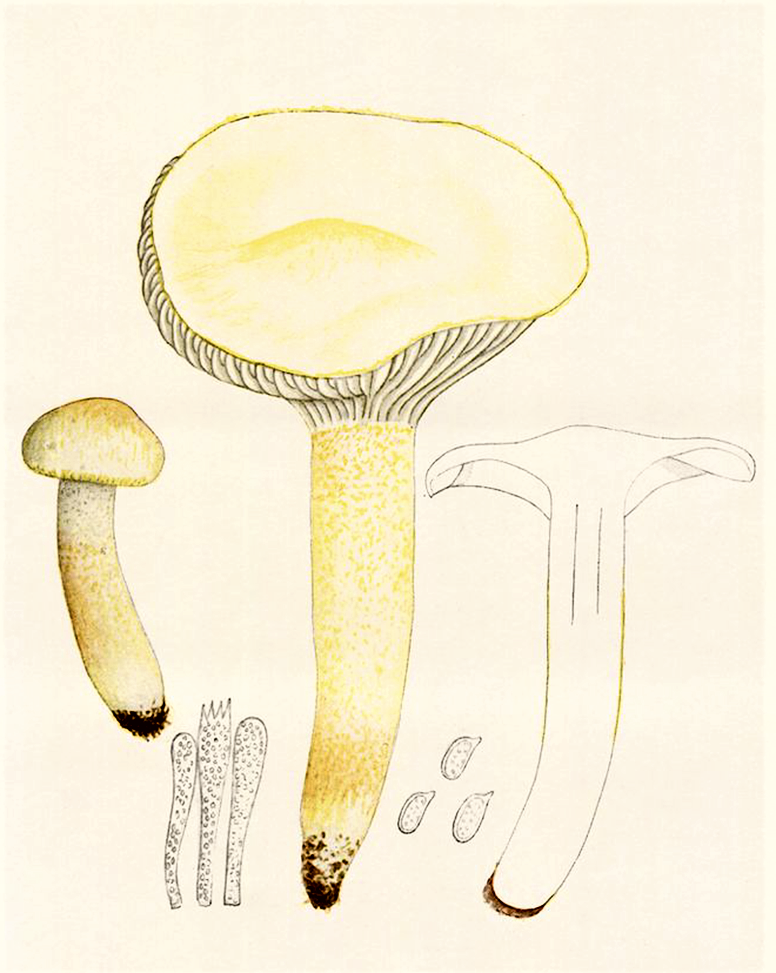
Bres.: Hygrophorus chrysodon

- Pălăria: destul de moale, slab elastică și moderat cărnoasă cu un diametru de 3-8 cm este inițial emisferică cu marginea răsucită spre inferior apoi convexă cu fulgi fini, ca pâslă care devin galben strălucitor agățați de marginea pălăriei. La bătrânețe se aplatizează, dezvoltând o cocoașă tocită. Uneori este chiar adâncită, atunci cu marginea ceva neregulată și răsucită în sus. Cuticula netedă cu fibre radiale încarnate, dar numai slab pronunțate, este foarte vâscoasă când este umed, iar la ariditate uscată și mată, maximal puțin lipicioasă. Coloritul inițial alb prezintă adesea fulgi galbeni în mijlocul pălăriei (resturi ale vălului universal). Devine galben nu numai după frecare ci, de asemenea, când progresează în vârstă. La bătrânețe, ciuperca este adesea complet galbenă.
- Lamelele: oarecum elastice, destul de groase, moderat îndepărtate, cu lameluțe intercalate de lungime diferită, sunt atașate de picior până slab decurente. Coloritul este pentru mult timp alb și capătă spre bătrânețe nuanțe pal roz-gălbuie cu muchii galbene.
- Piciorul: nu prea cărnos și ceva elastic cu o lungime de 4-8 (9) cm și o lățime de 0,8-1,5 cm este cilindric, la bază ascuțit, fiind plin pe dinăuntru, dar odată bătrân gol tubular. Suprafața netedă și destul de cleioasă este fin galben-flocoasă spre vârf. Coloritul alb, uneori cu o tentă gălbuie, devine în vârstă mai mult sau mai puțin galben. La apăsare apar pete clar galbene. Nu poartă un inel.
- Carnea: albă care îngălbenește cu timpul este suculentă și puțin moale precum ceva fibroasă. Nu rar este năpădită de micofage (organisme ce se hrănesc cu fungi).[10] Mirosul este aproape imperceptibil, uneori slab de migdale amare, iar gustul blând și neremarcabil.[3][4]
- Caracteristici microscopice: are spori netezi, hialini (translucizi, neamilozi, elipsoidali până la alungit ovoidali, cu o mărime de 6,5 (8)-10 x 4-5,5 microni. Pulberea lor este albă. Basidiile clavate cu o clemă la bază și 4 sterigme fiecare au o dimensiune de 50-60 x 6-8 microni.[11] Pileipellis (cuticula), un ixo-trichoderm de până la 300 µm grosime cu hife cilindrice, ocazional ondulate și chiar bifurcate de 1,5–4 µm lățime precum cu elemente terminale de 50-300 x 3-8 microni cu cheaguri galbene late de până la 40 µm de pigment extracelular. Cleme sunt prezente. Coaja tijei este o cutis alcătuită din hife plate cu stoluri și elemente terminale de hife de 40-120 x 5-12 microni. Cistidele (elemente sterile situate în stratul himenal sau printre celulele din pielița pălăriei și a piciorului, probabil cu rol de excreție) lipsesc.[12]
- Reacții chimice: carnea se decolorează cu anilină galben, cu anilină de fenol ruginiu, cu Hidroxid de potasiu galben viu, cu fenol brun și cu tinctură de Guaiacum încet albastru.[13]

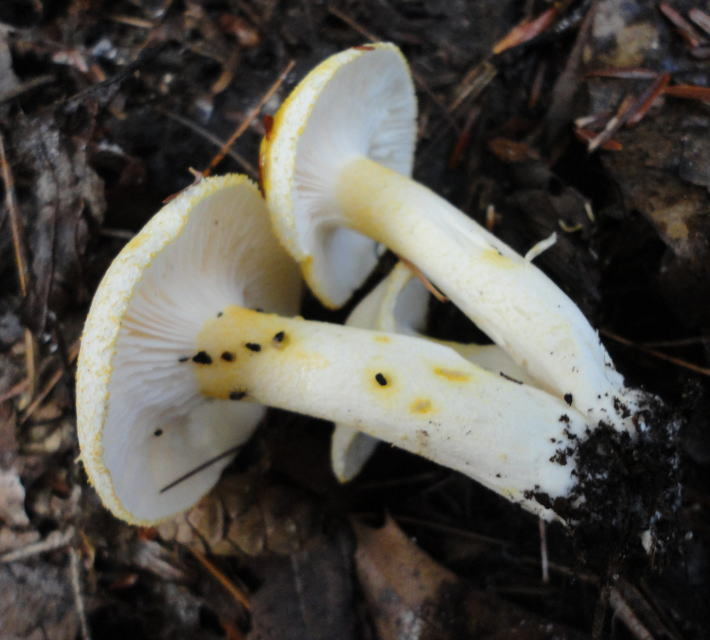
H. chrysodon, lamele și picior
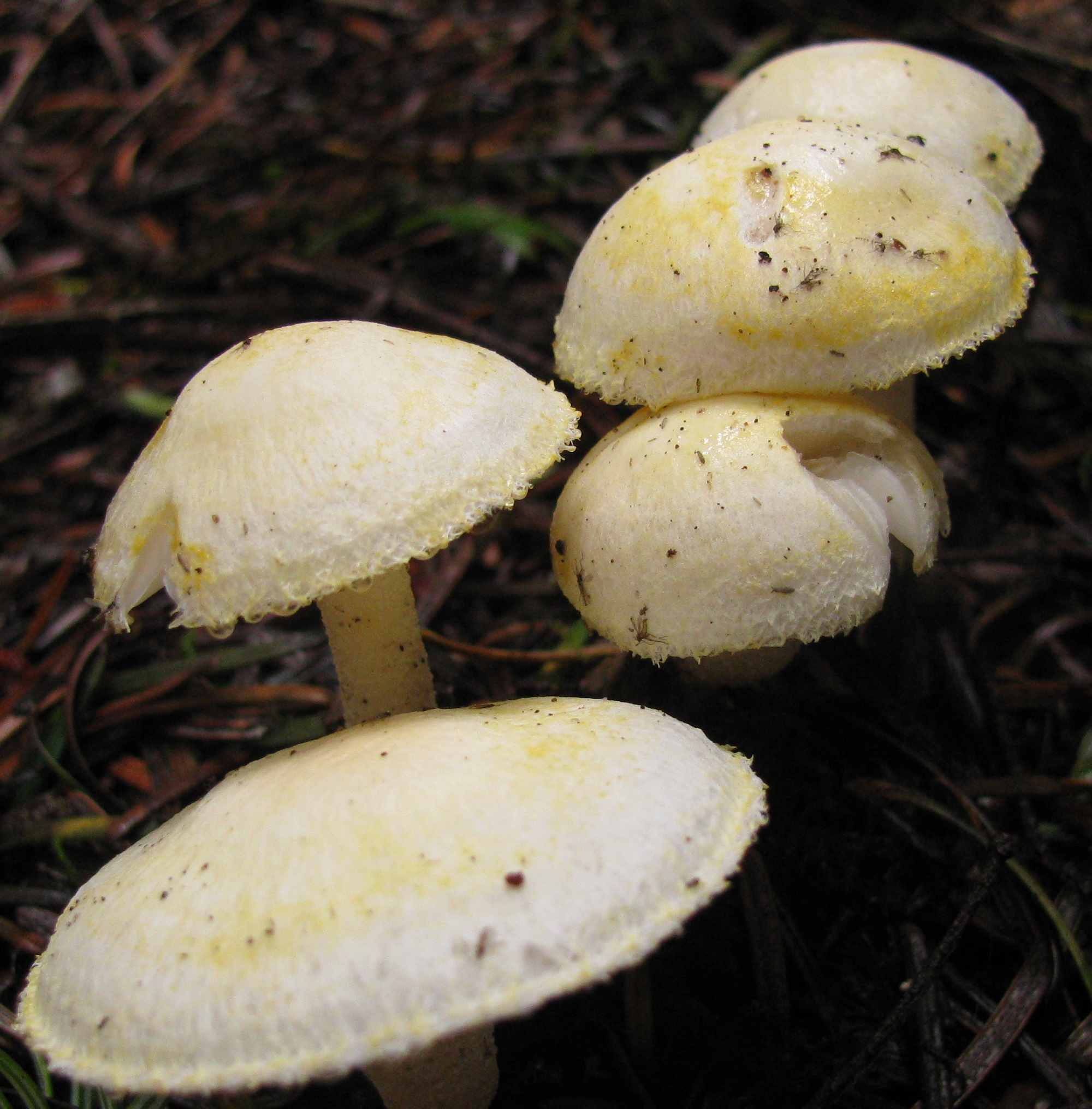
H. chrysodon mai bătrâni
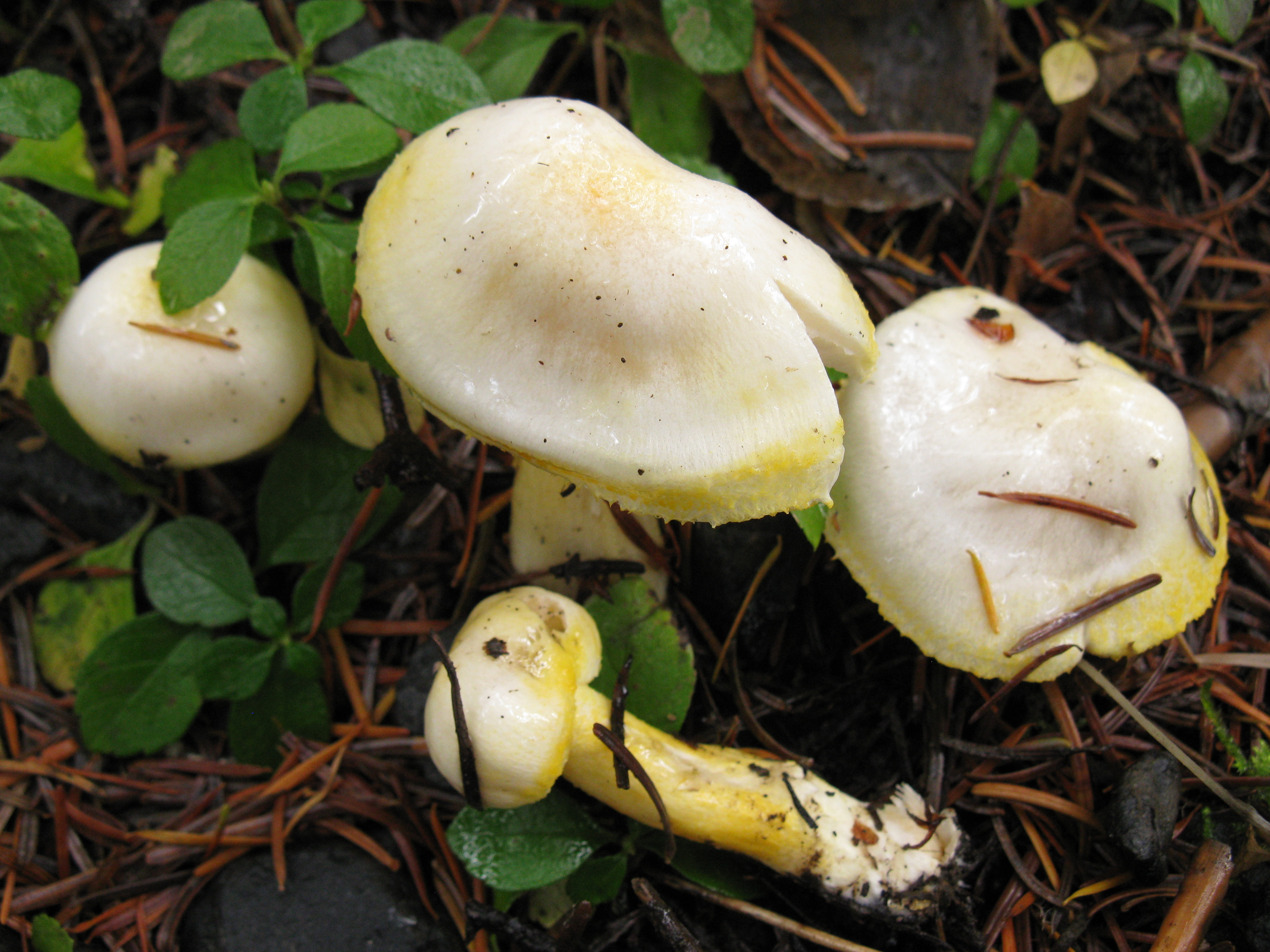
H. chrysodon, diverse stadii de evoluție
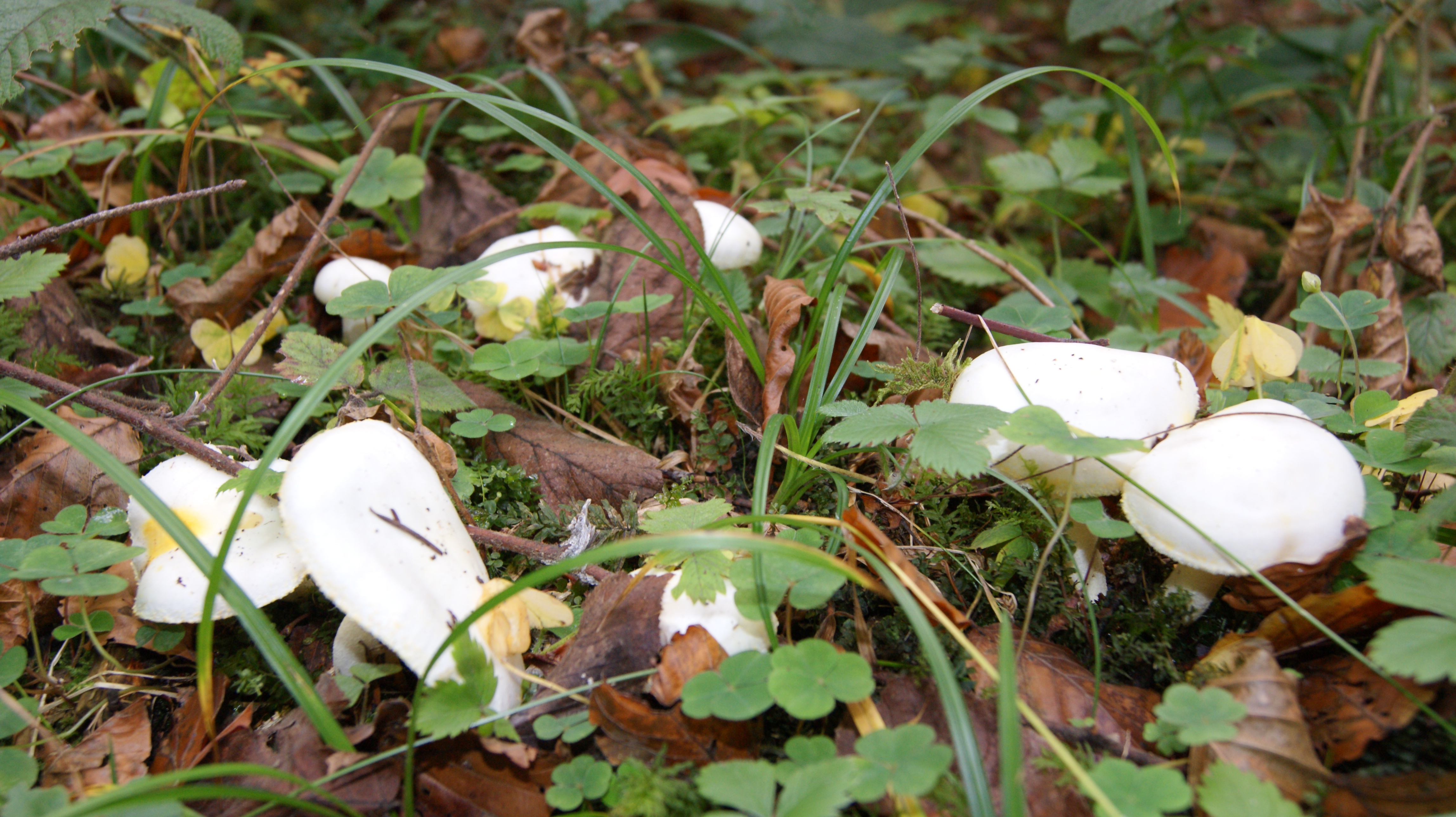
H. chrysodon în grup

## Confuzii
În mod general, Hygrophorus chrysodon poate fi confundat cu ciuperci comestibile și mai mult sau mai puțin savuroase aceleiași specii cum ar fi:  Cuphophyllus virgineus sin. Hygrocybe virginea ((comestibil, se dezvoltă preferat prin pășuni) Hygrophorus agathosmus (comestibil), Hygrophorus cossus (comestibil), Hygrophorus discoxanthus (comestibilitate tare limitată, se dezvoltă tot sub fagi pe sol calcaros, dar cu miros puternic și nu prea plăcut, lamelele se decolorează galben-maroniu), Hygrophorus  eburneus (comestibil), Hygrophorus gliocyclus (comestibil, Hygrophorus hedrychii (comestibil, se dezvoltă sub mesteceni, fără miros și gust specific), Hygrophorus ligatus (comestibil, se dezvoltă sub molizi, fără miros sau gust specific) Hygrophorus nemoreus (comestibil), pălărie mai închisă, cuticula uscând repede, fără miros sau gust specific), Hygrophorus piceae (comestibil, se dezvoltă în păduri de molizi pe  mușchi, fără miros, cu gust plăcut), Hygrophorus penarioides (comestibil, se dezvoltă tot sub fagi dar și sub stejari, fiind mai mare cu cuticulă uscată și mătăsoasă precum ușor pătat pe picior, rar) Hygrophorus poetarum (comestibil, se dezvoltă tot sub fagi, dar cu miros fructuos și roz sub cuticulă, destul de rar), Hygrophorus pudorinus (comestibil, de valoare culinară foarte scăzută), Hygrophorus queletii (comestibil, se dezvoltă sub larici), Hygrophorus speciosus (comestibil) sau chiar și cu Clitocybe phyllophila sin. Clitocybe cerussata (letală), Oudemansiella mucida (comestibil, saprofit) sau Tricholoma album (necomestibil).

## Specii asemănătoare în imagini

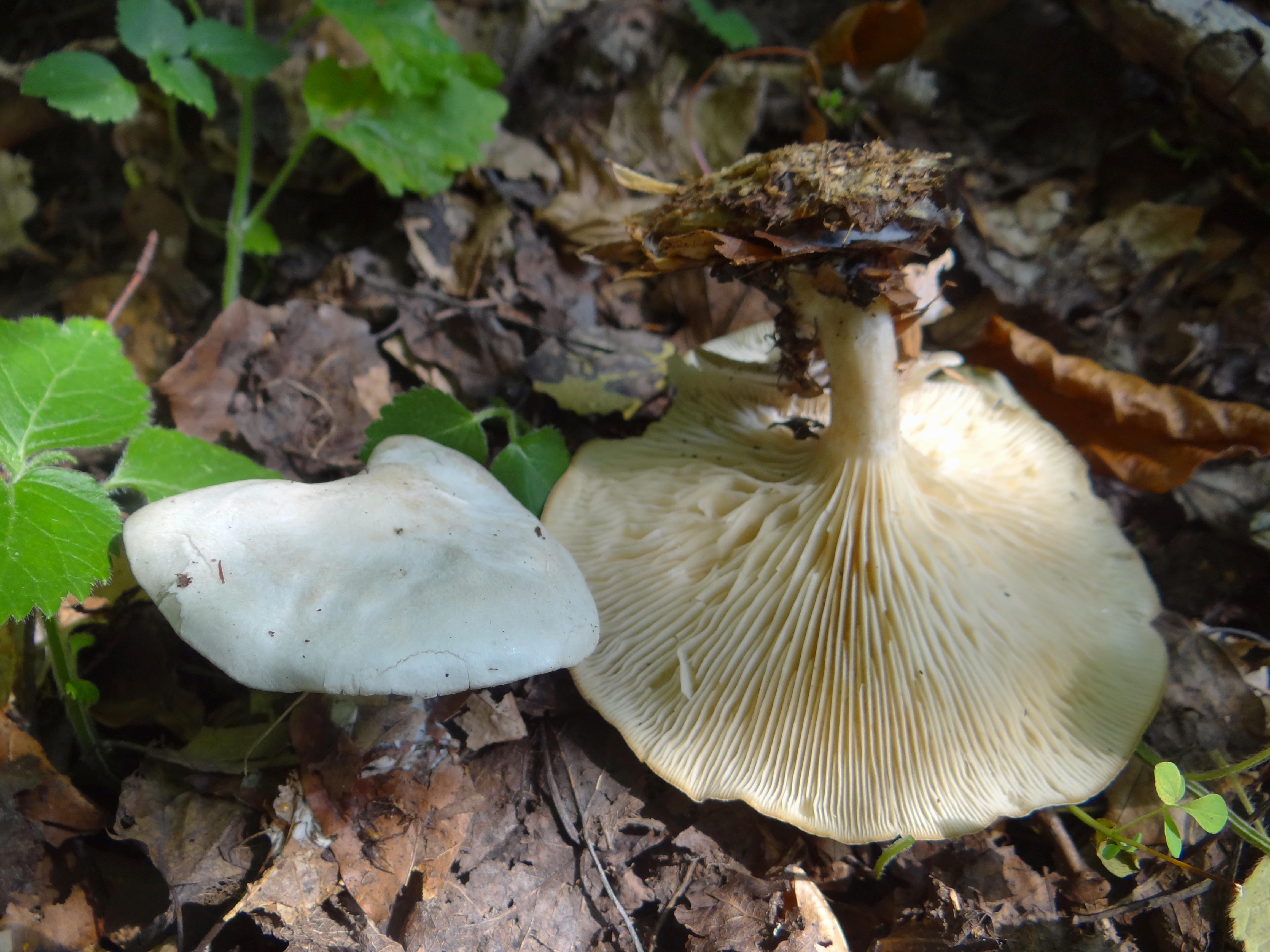
!!!Clitocybe phyllophilla!!!
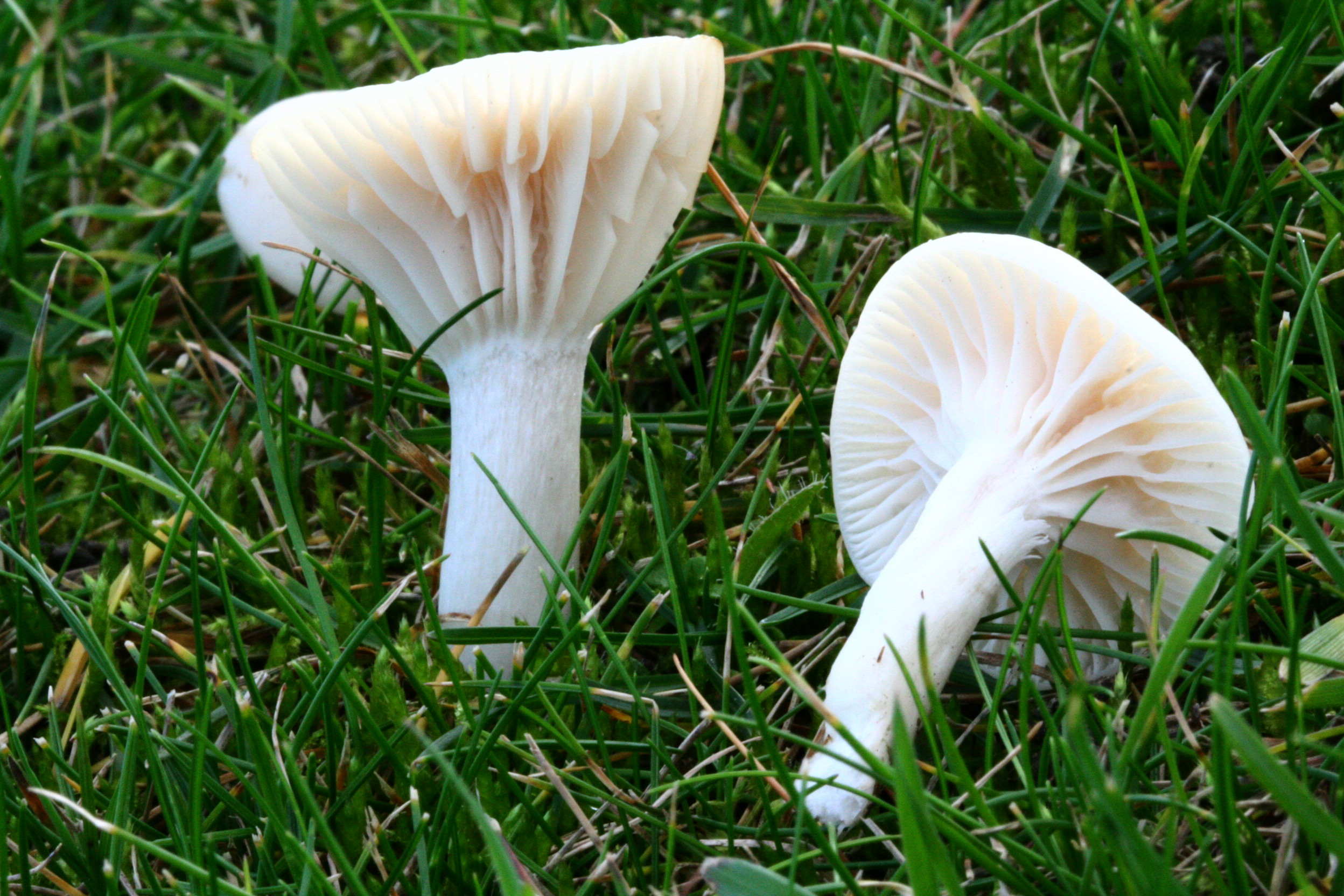
Cuphophyllus virgineus sin. Hygrocybe virginea
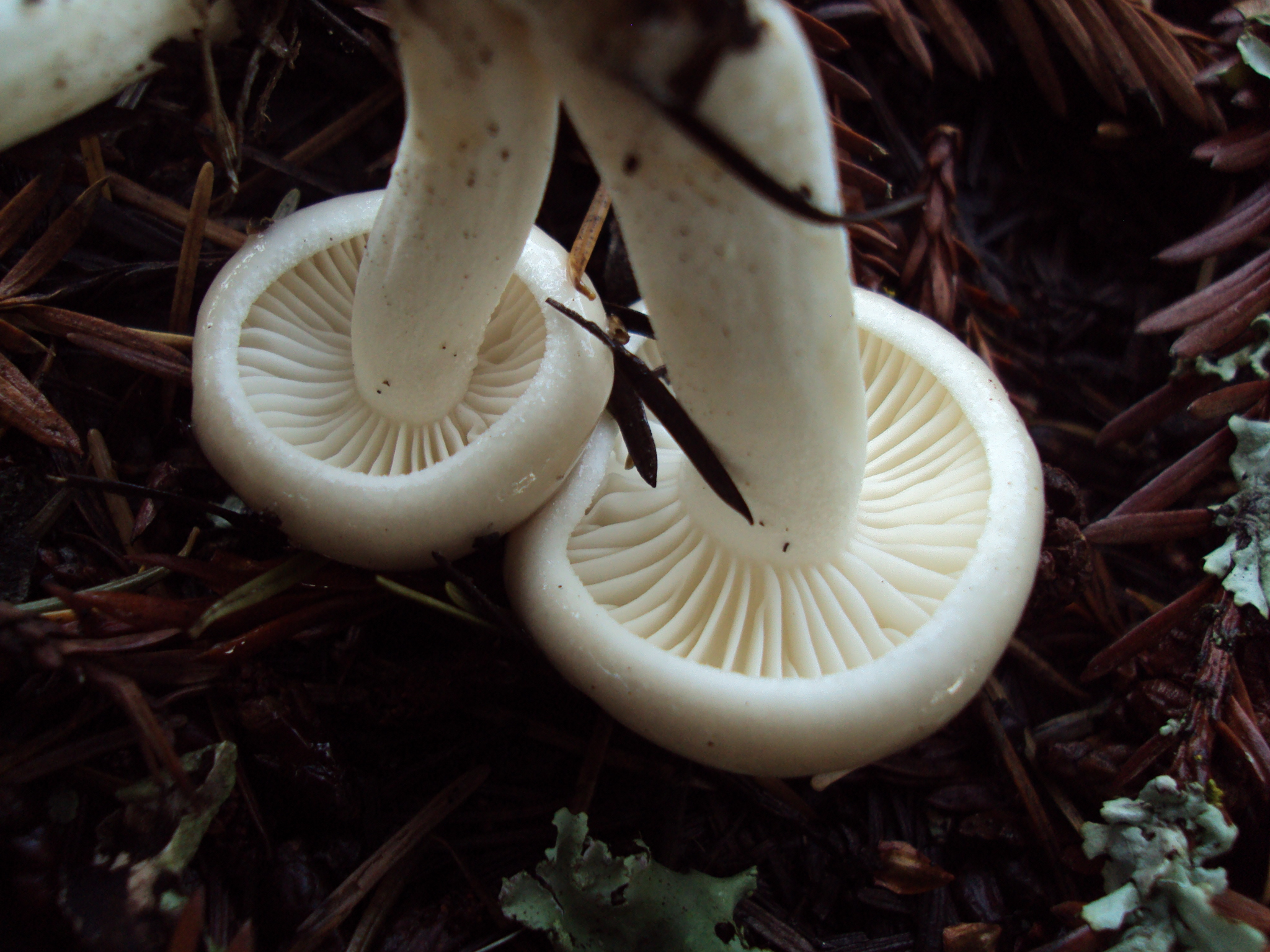
Hygrophorus agathosmus
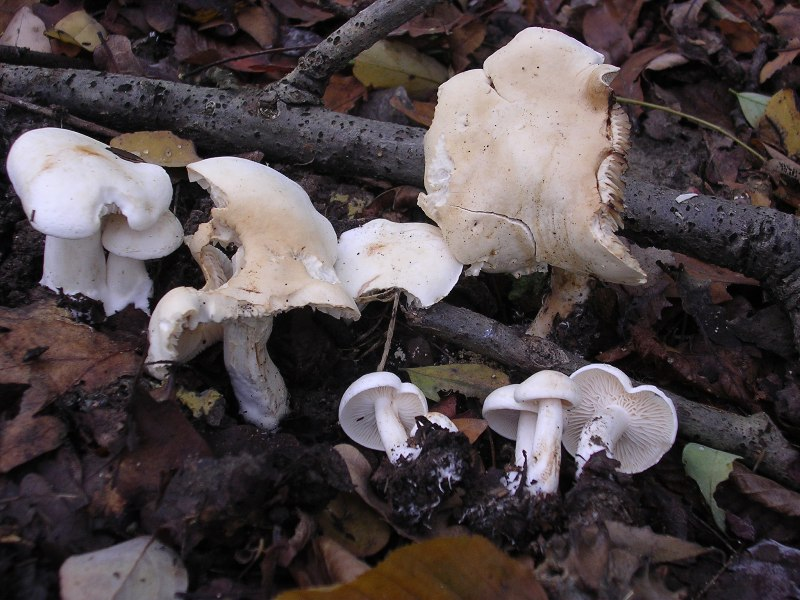
Hygrophorus cossus
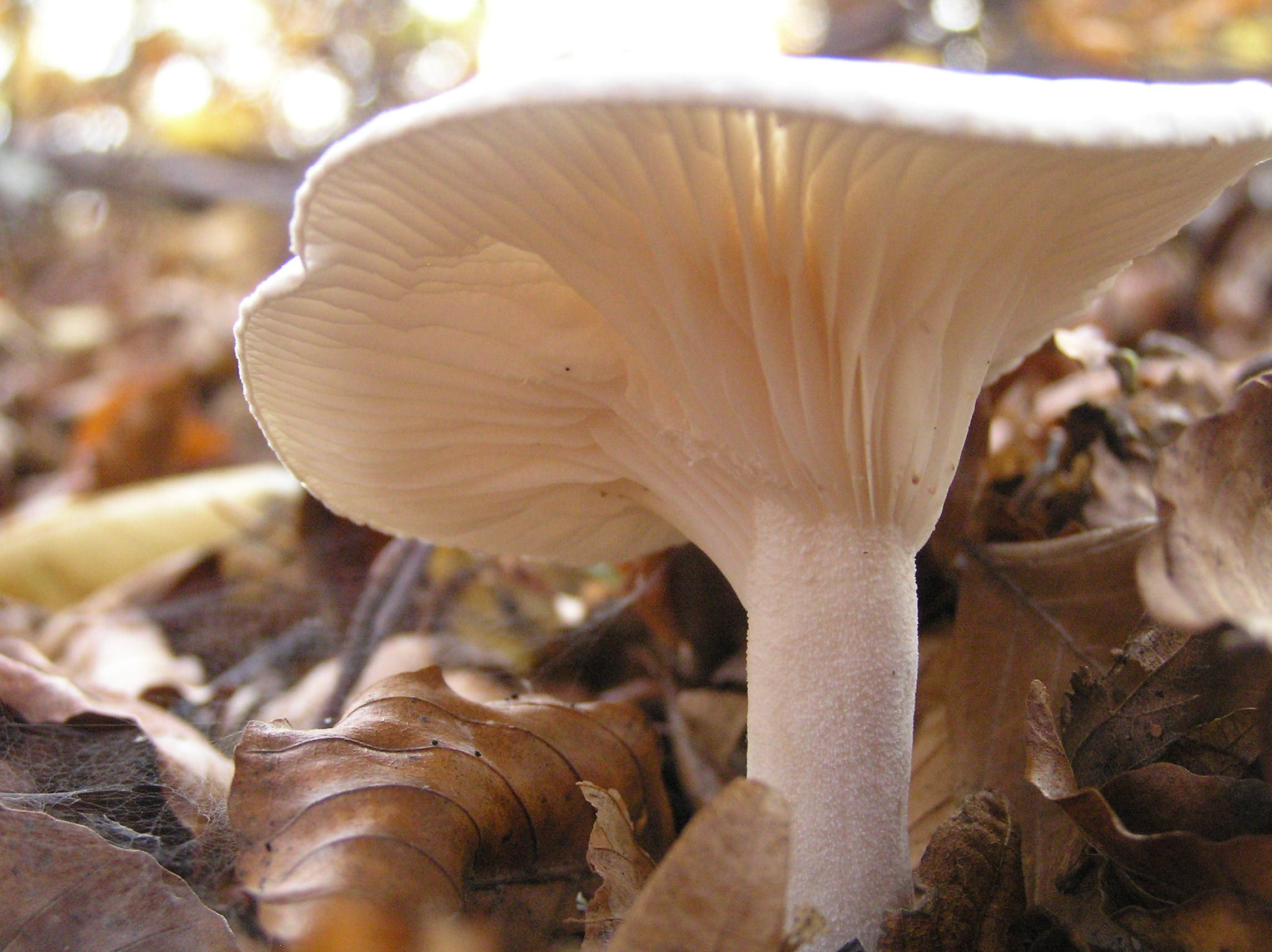
Hygrophorus discoxanthus
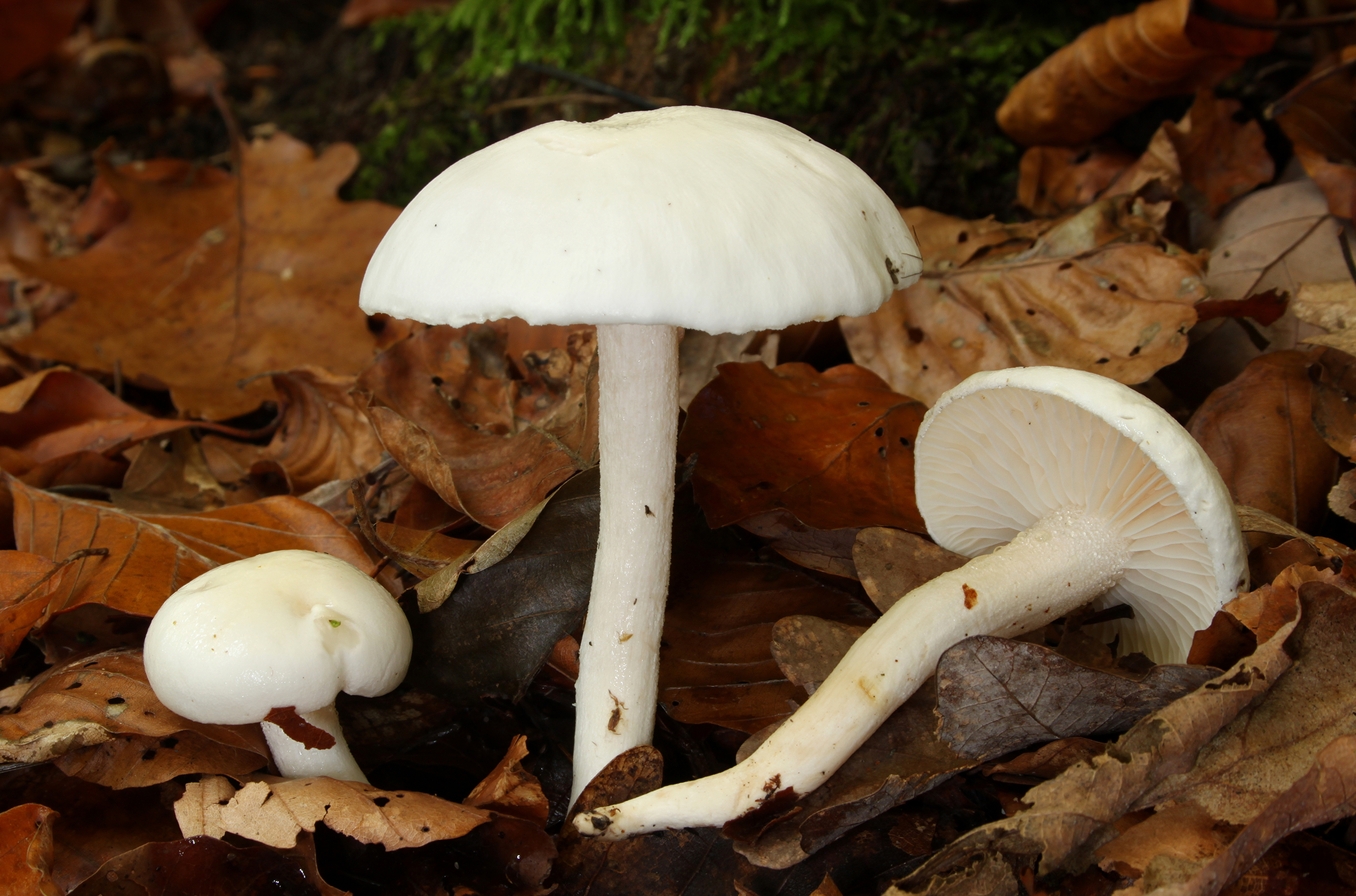
Hygrophorus eburneus

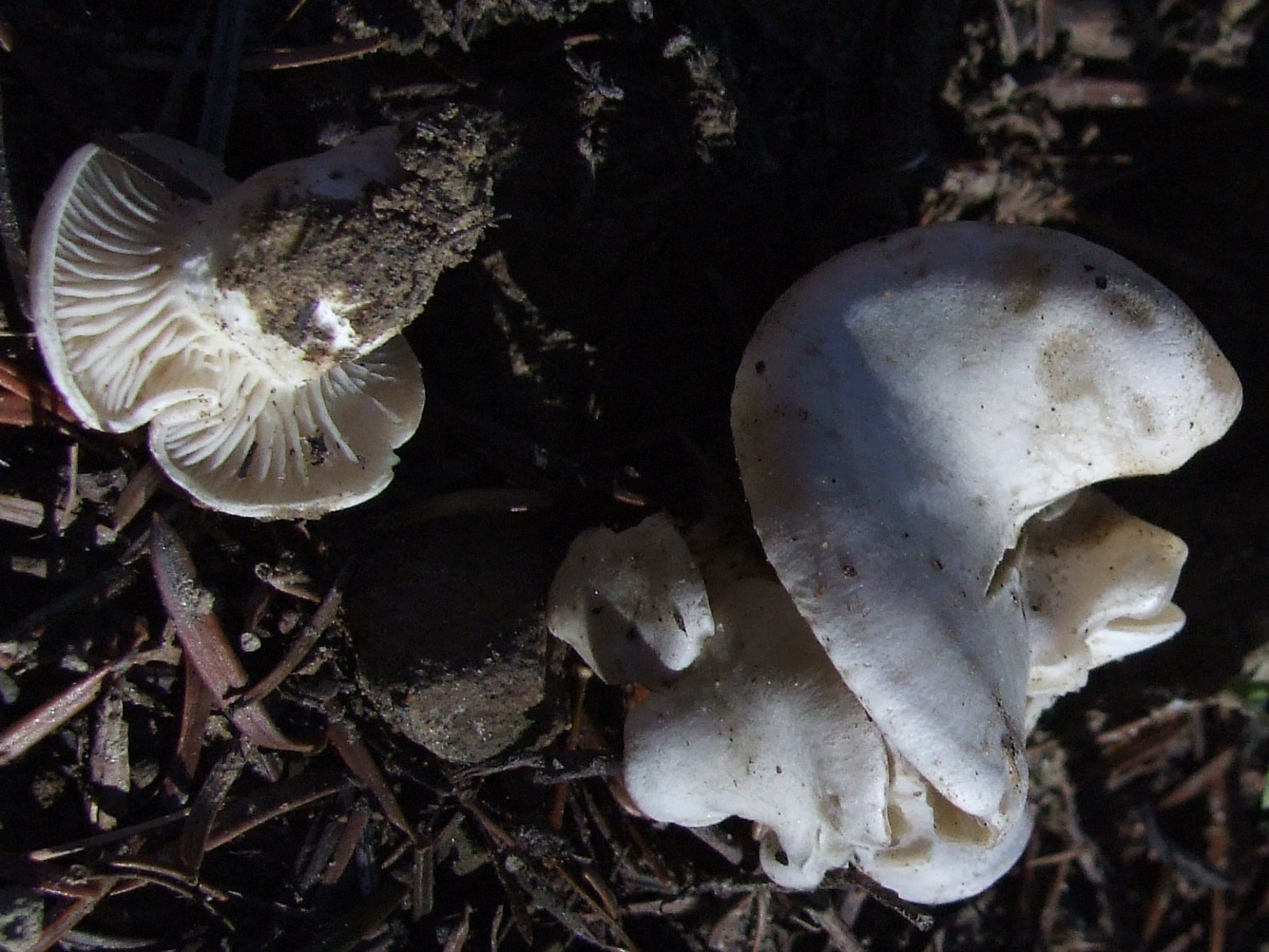
Hygrophorus gliocyclus
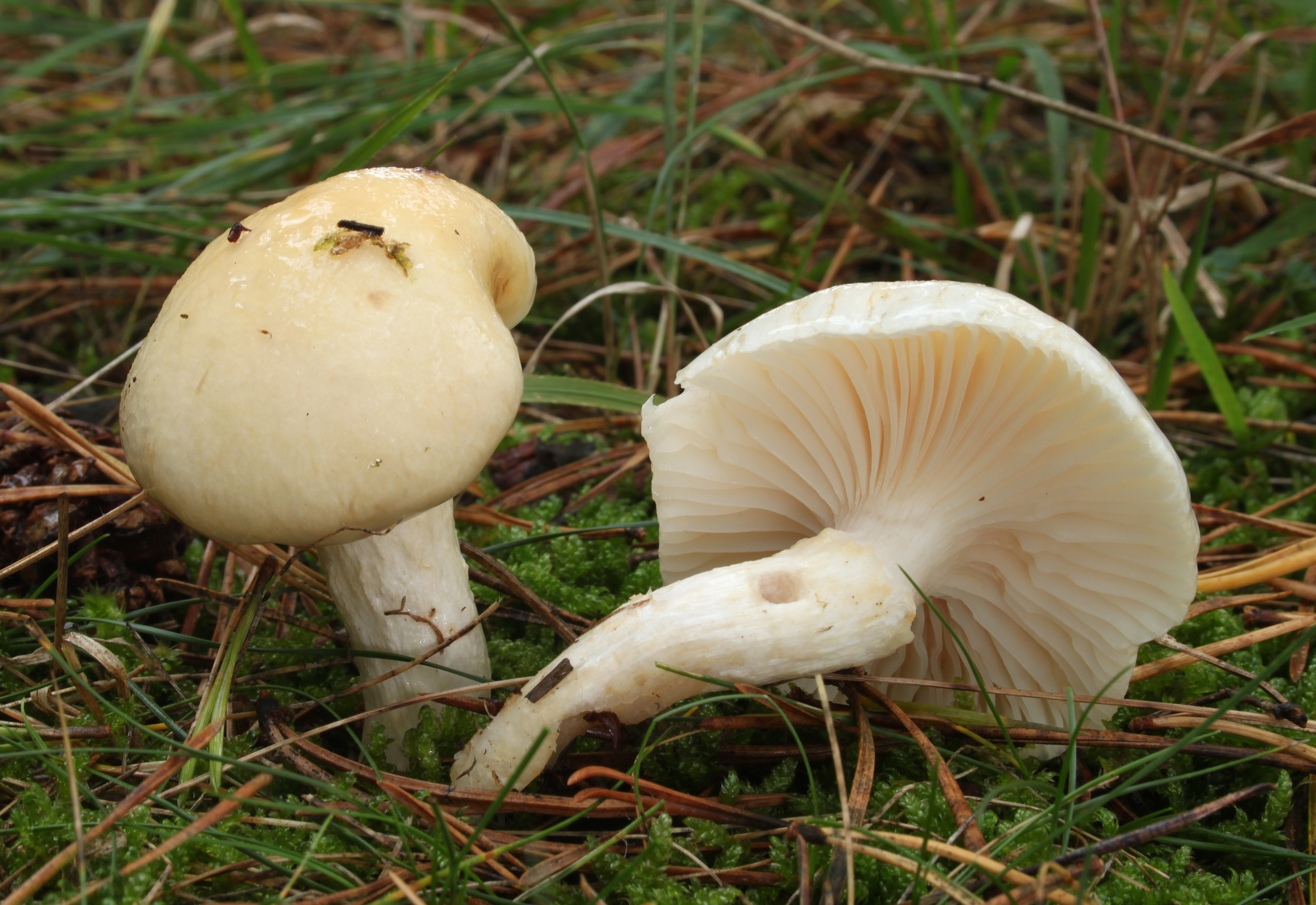
Hygrophorus ligatus
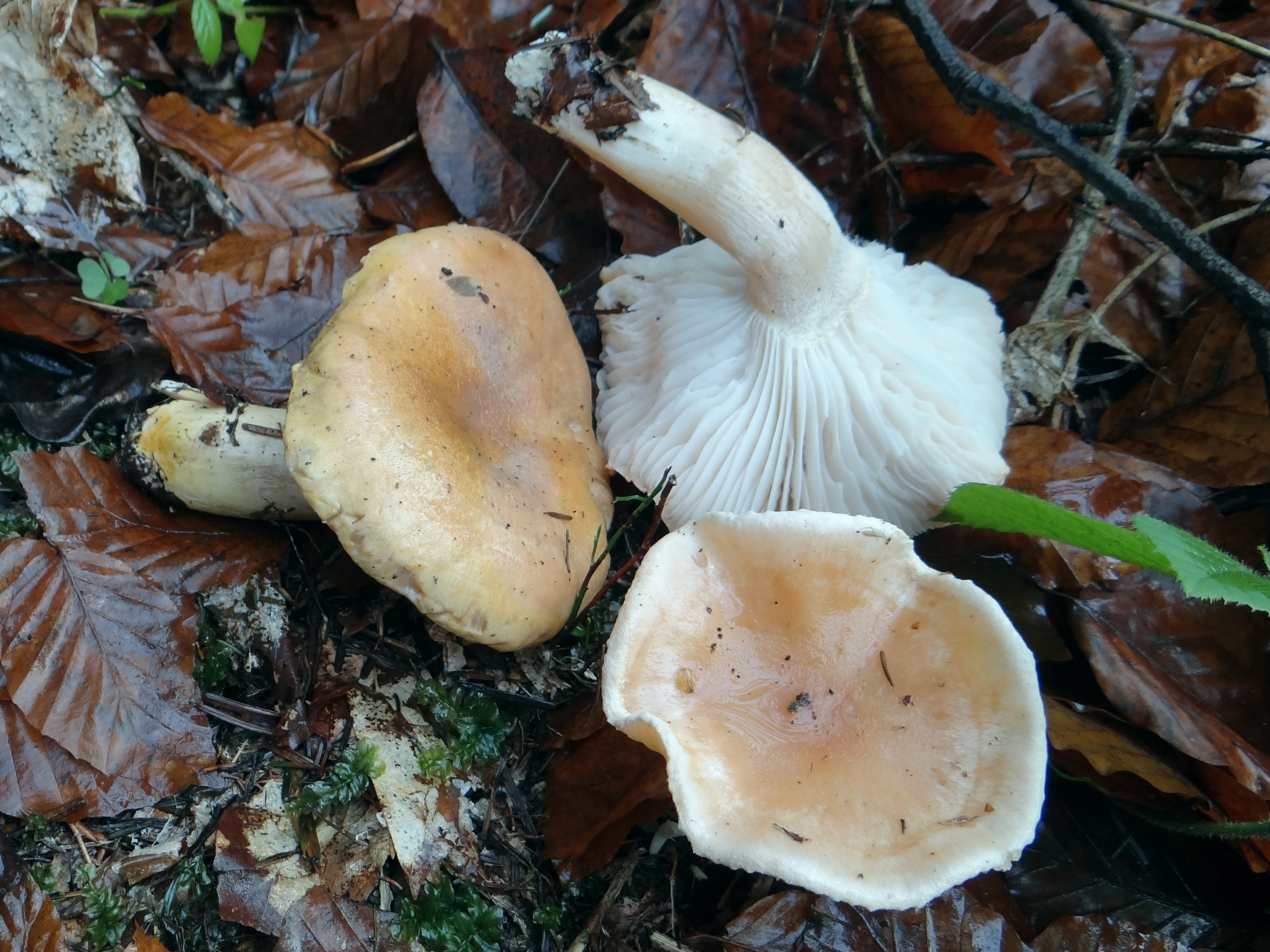
Hygrophorus nemoreus
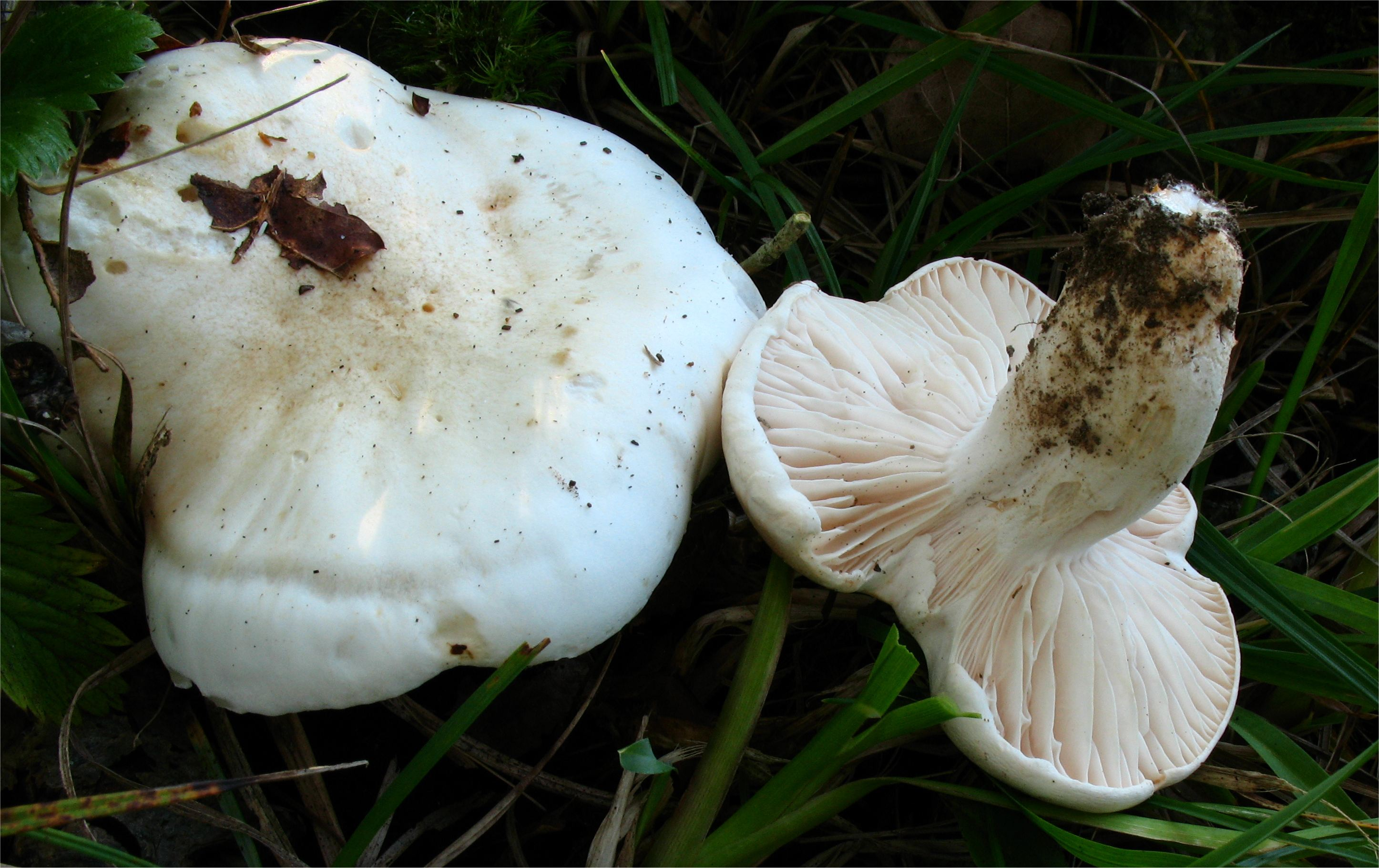
Hygrophorus penarioides
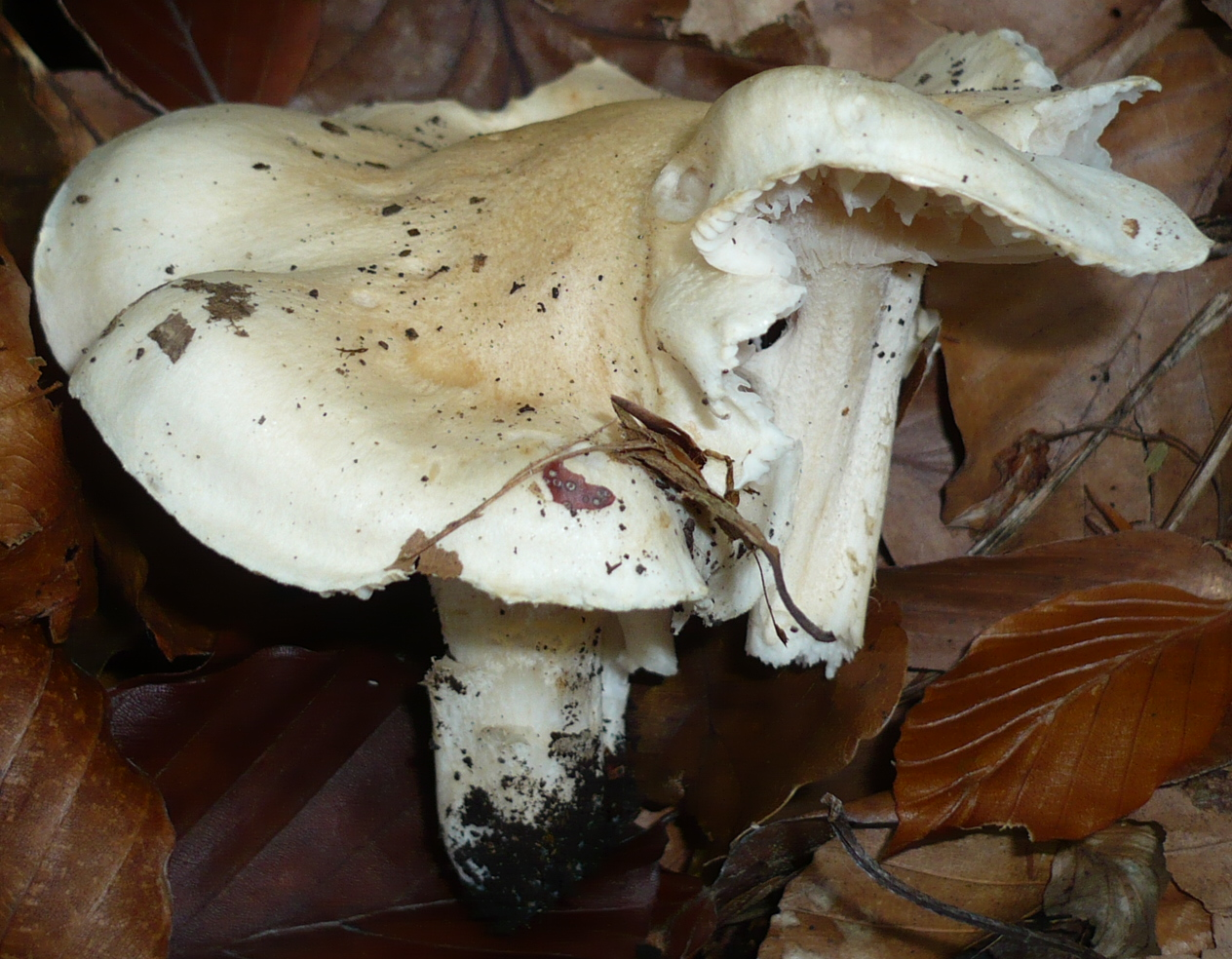
Hygrophorus poetarum
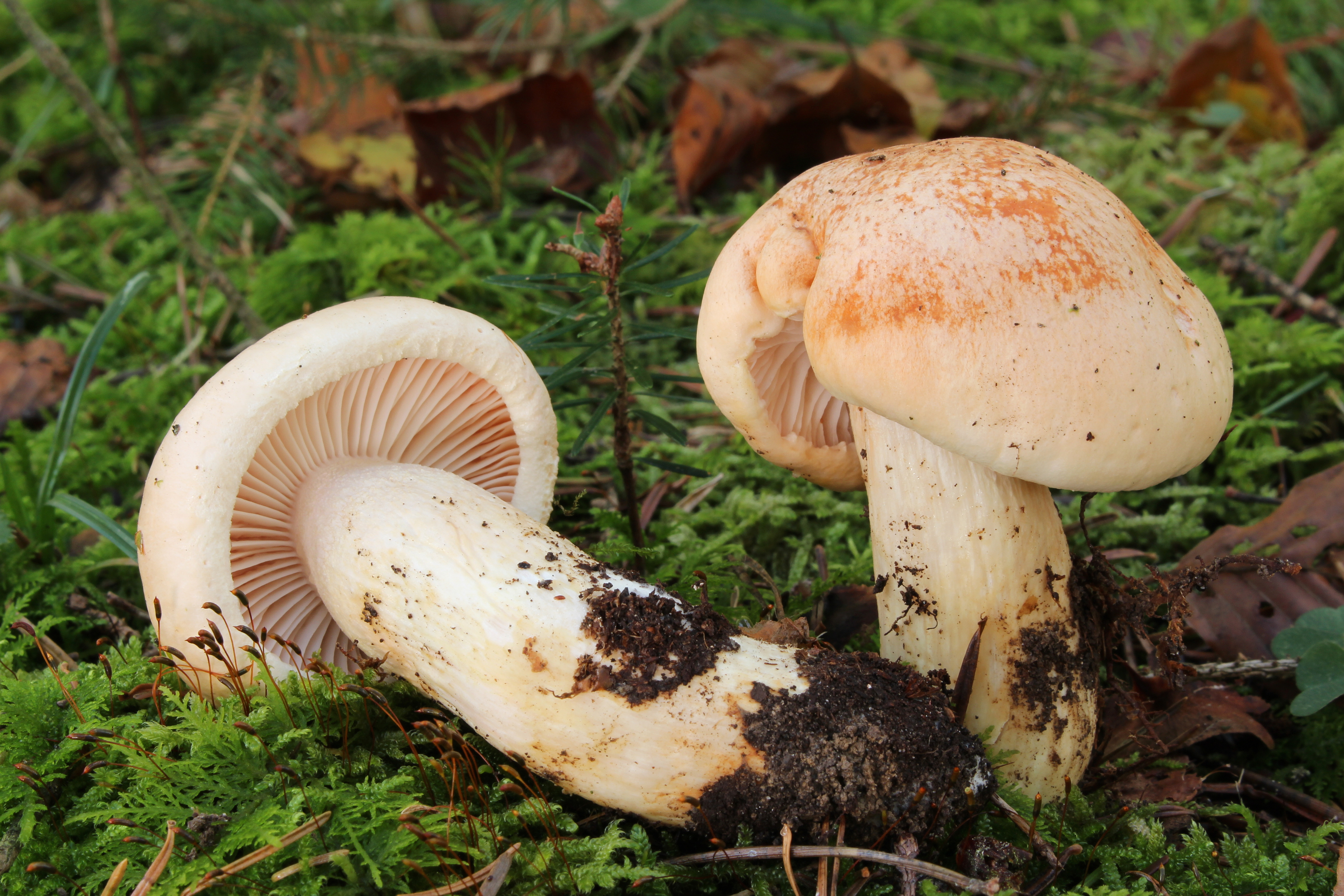
Hygrophorus pudorinus

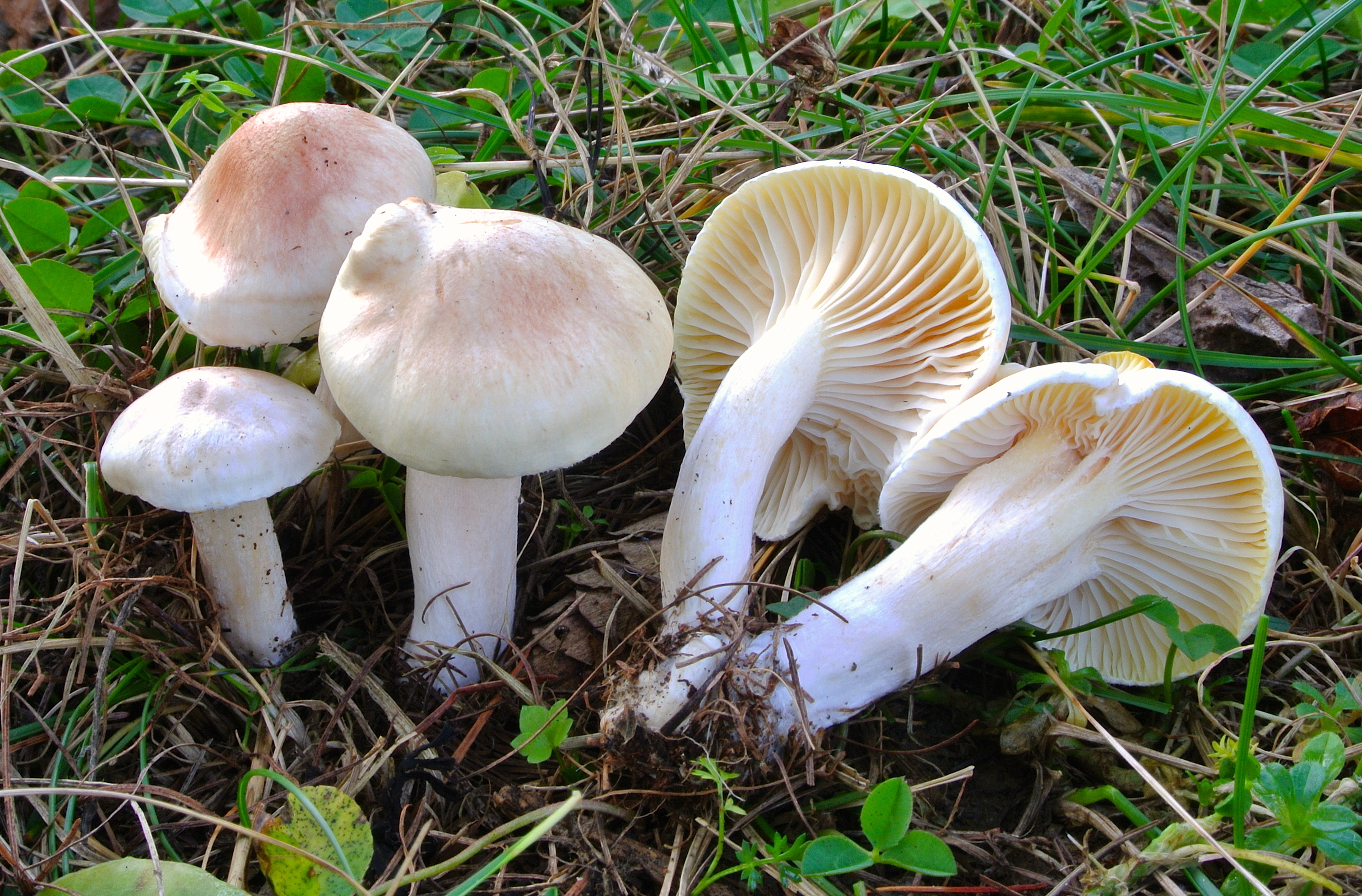
Hygrophorus queletii
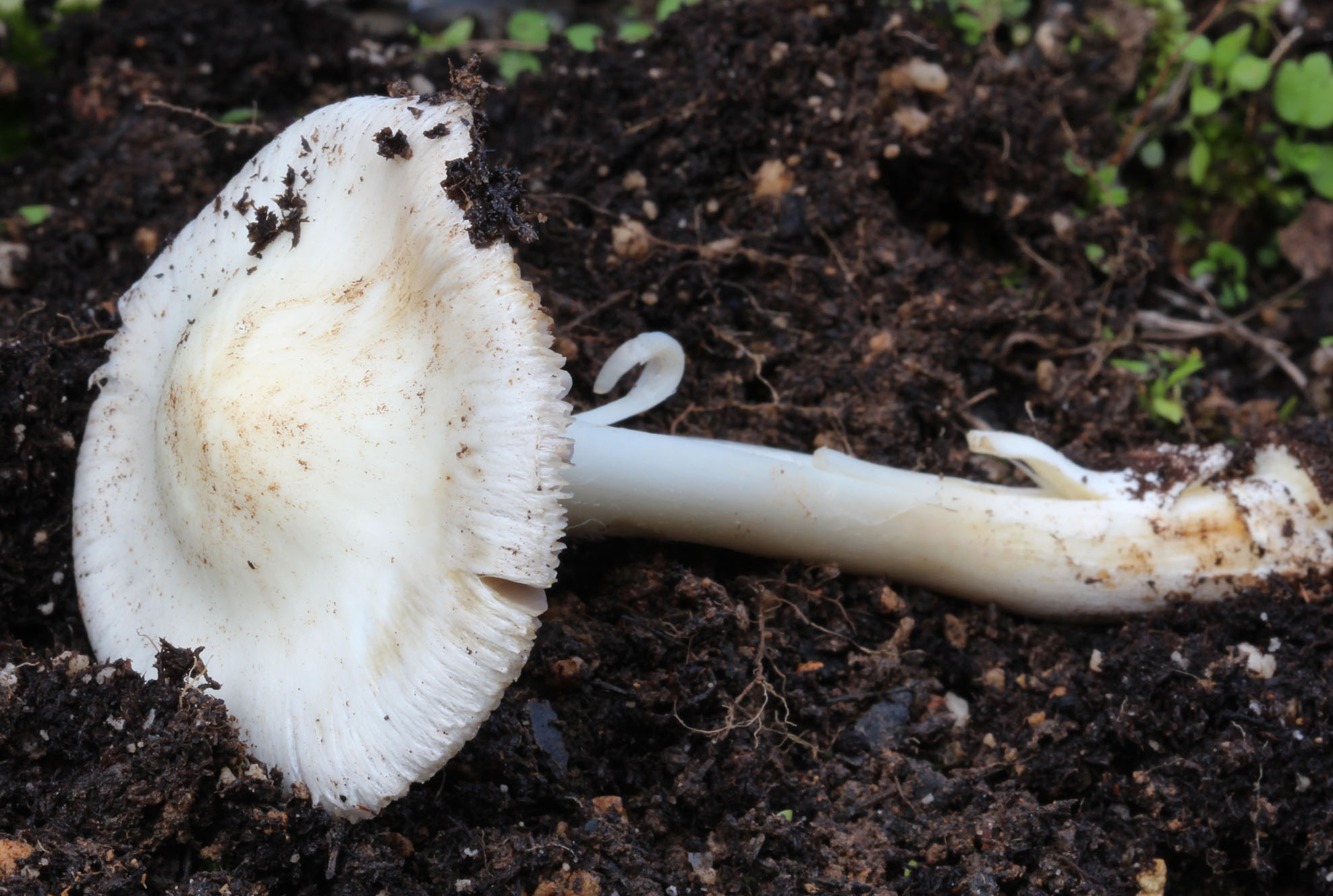
!!!Inocybe fibrosa!!!
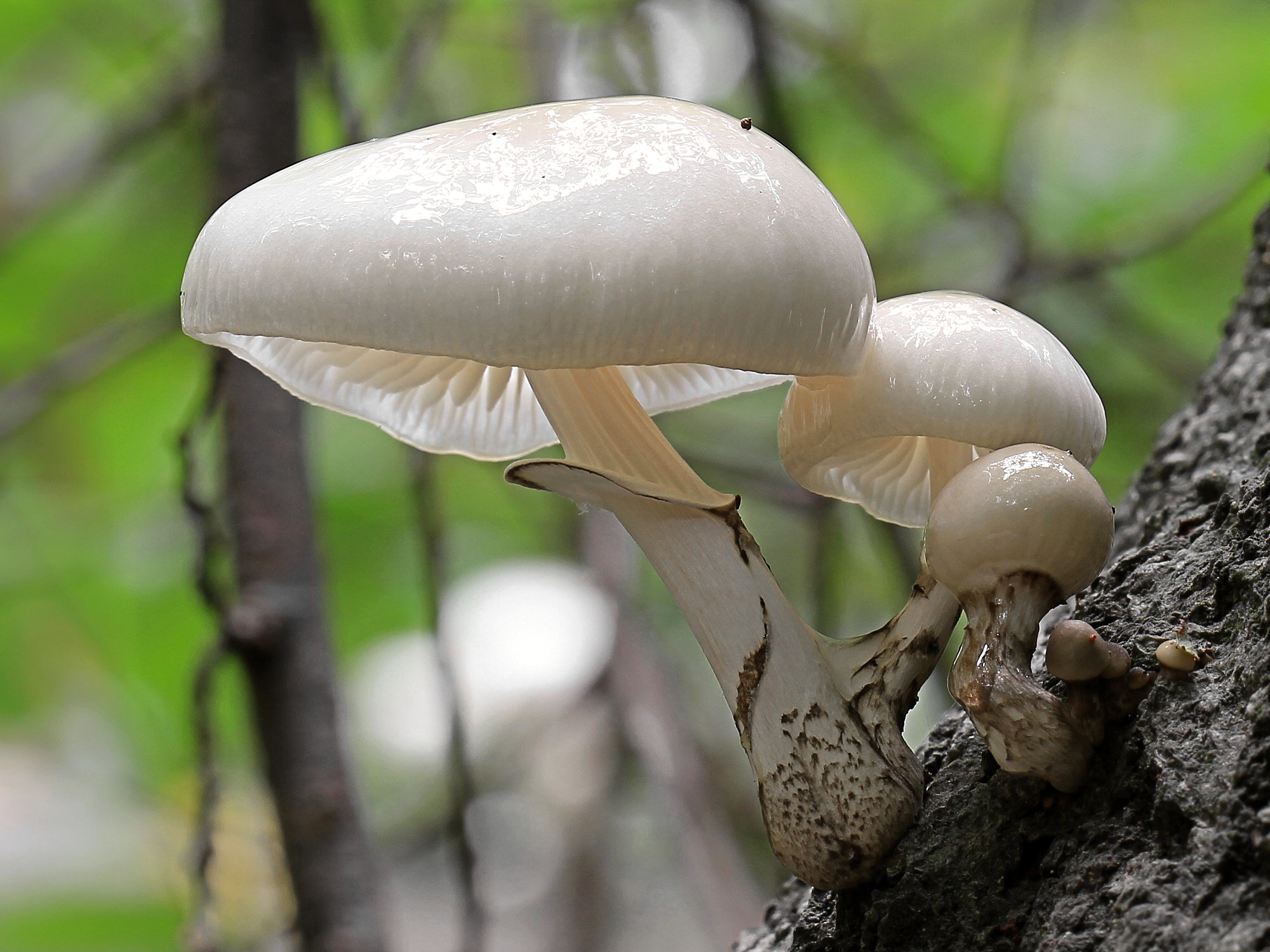
Oudemansiella mucida
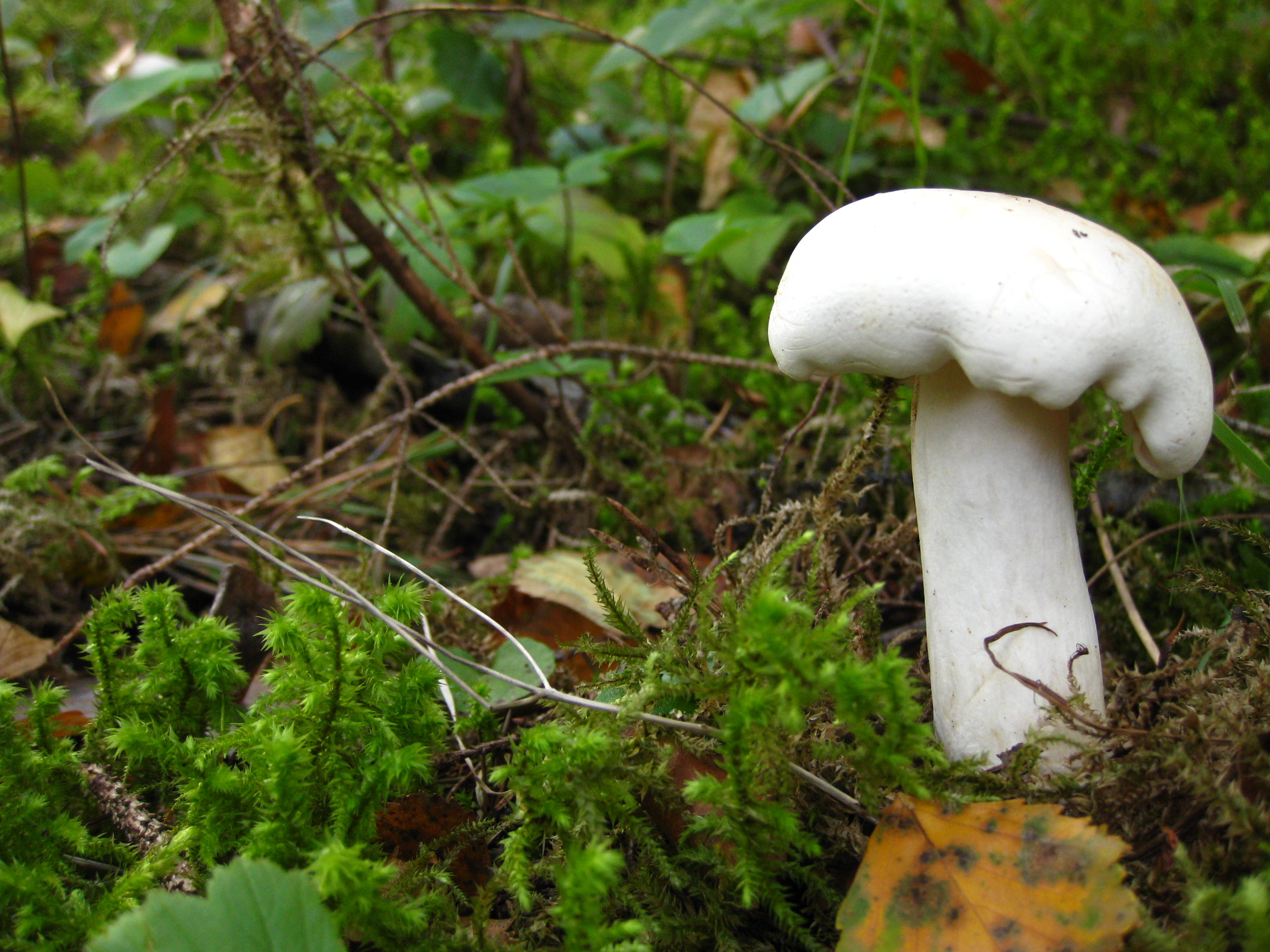
! Tricholoma album!

## Valorificare
Hygrophorus chrysodon este comestibil dar nu de valoare culinară mare. Se potrivește în bucătărie ca adăugare la o mâncare de alte ciuperci.